# Сухат
Сухат (рум. Suhat) — село в Кантемірському районі Молдови. Входить до складу комуни з адміністративним центром у селі Баймаклія.

## Населення
За даними перепису населення 2004 року у селі проживали 323 особи.
Національний склад населення села:
| Національність | Кількість осіб |
| -------------- | -------------- |
| молдавани      | 323            |
| Всього         | 323            |